# Sullana (província)
Sullana é uma província do Peru localizada na região de Piura. Sua capital é a cidade de Sullana.

## Distritos da província
- Bellavista
- Ignacio Escudero
- Lancones
- Marcavelica
- Miguel Checa
- Querecotillo
- Salitral
- Sullana